# Port William, Ohio
Port William är en ort (village) i Clinton County i delstaten Ohio. Port William hade 254 invånare enligt 2010 års folkräkning. Postkontoret i Port William öppnades 1834.